# Horaiclavidae
Horaiclavidae is een familie van weekdieren uit de klasse van de Gastropoda (slakken).

## Geslachten
- Anacithara Hedley, 1922
- Anguloclavus Shuto, 1983
- Aoteadrillia Powell, 1942
- Austrocarina Laseron, 1954
- Austrodrillia Hedley, 1918
- Buchema Corea, 1934
- Carinapex Dall, 1924
- Ceritoturris Dall, 1924
- Coronacomitas Shuto, 1983
- Cytharoclavus Kuroda & Oyama, 1971
- Darrylia Garcia, 2008
- Graciliclava Shuto, 1983
- Haedropleura Bucquoy, Dautzenberg & Dollfus, 1883
- Horaiclavus Oyama, 1954
- Inkinga Kilburn, 1988
- Inodrillia Bartsch, 1943
- Iwaoa Kuroda, 1953
- Marshallena Finlay, 1926
- Mauidrillia Powell, 1942
- Micropleurotoma Thiele, 1929
- Naskia Sysoev & Ivanov, 1985
- Nquma Kilburn, 1988
- Paradrillia Makiyama, 1940
- Pseudexomilus Powell, 1944
- Psittacodrillia Kilburn, 1988
- Striatoguraleus Kilburn, 1994
- Thelecythara Woodring, 1928
- Vexitomina Powell, 1942